# Zlatan Saračević
Zlatan Saračević, född 27 juli 1956, är en friidrottare från Bosnien och Hercegovina. Han deltog vid olympiska sommarspelen 1992.